# Грб Турске Републике Северни Кипар
Грб Северног Кипра је званични хералдички симбол непризнате државе Турска Република Северни Кипар.
Грб је заснован је на грбу Кипра. Састоји се од штита са жутом подлогом, на којем је бела голубица с маслиновом гранчицом у кљуну. Изнад штита је година 1983. и полумесец са звездом, која алудира на повезаност Севереног Кипра са државом Турском, али и исламом уопште.